# The Private Eye
Pour les articles homonymes, voir Private Eye.
The Private Eye est une bande dessinée en ligne de science-fiction écrite par l'Américain Brian K. Vaughan, dessinée et mise en couleurs respectivement par les Espagnols Marcos Martín et Muntsa Vicente. Ses dix épisodes ont été publiées entre 2013 et 2015 sur le site Panel Syndicate (en), qui permet aux lecteurs de les télécharger en payant le prix qu'ils veulent, y compris une somme nulle.

## Trame
L'histoire se déroule en 2076 : après la révélation publique de l'ensemble des données contenues dans le « cloud », l'ensemble des habitants de la Terre cherche à cacher son identité en portant des masques. Paparazzi et détectives privés se retrouvent à exercer le même métier, tel Patrick Immelmann, protagoniste principal de la série qui se retrouve mêlé à une intrigue le dépassant rapidement.

## Accueil

### Critique
- dBD : 4/5[1]

### Récompenses
- 2015 : 
  - Prix Eisner de la meilleure bande dessinée en ligne
  - Prix Harvey de la meilleure bande dessinée en ligne